# Geoff Foulds
Geoffrey Michael „Geoff“ Foulds (* 20. November 1939; † vor oder am 13. August 2025) war ein englischer Snookerspieler und Billardfunktionär. Er war zwischen 1981 und 1993 Profispieler und erreichte in dieser Zeit viermal eine Runde der letzten 32 – unter anderem bei den International Open 1986 – und Rang 62 der Snookerweltrangliste. Zuvor hatte er als Amateur das Finale der Pontins Camber Sands Open erreicht. Mehrere Jahre lang saß Foulds außerdem im Vorstand der World Professional Billiards & Snooker Association, dessen Vorsitzender er zwischen Dezember 1996 und April 1997 war.

## Karriere
Foulds hat mindestens einen Sohn, den Snookerspieler Neal Foulds. Ab 1960 nahm Geoff Foulds regelmäßig an der English Amateur Championship teil, zunächst mit nur geringem Erfolg. 1970 glückte ihm dann ein vergleichsweise großer Erfolg, als er bis ins Halbfinale der Qualifikation kam, dort aber gegen Jonathan Barron verlor. 1976 und 1980 erreichte er nochmal das Viertelfinale, ansonsten schied er bei diesem Turnier weiterhin immer früh aus. Mitte der 1970er-Jahre nahm Foulds zweimal an den Pontins Spring Open teil; während er bei der Ausgabe 1976 im Achtelfinale gegen John Virgo verlor, musste er sich ein Jahr später im Viertelfinale gegen Dennis Taylor geschlagen geben. 1980 nahm er an den Pontins Camber Sands Open teil und zog unter anderem mit einem Sieg über den achtfachen Profiweltmeister John Pulman ins Finale des Turnieres ein, unterlag dort aber Dennis Taylor. Ein Jahr später wurde er Profispieler.
Die ersten drei Profisaisons liefen für Foulds durchaus schlecht, denn der Engländer schaffte es nicht, die Hauptrunde eines Weltranglistenpunkte bringenden Ranglistenturnier zu erreichen. Zwar zog er bei der UK Championship 1983 in die Runde der letzten 32, doch war das Turnier zu diesem Zeitpunkt noch kein Ranglistenturnier. Infolgedessen hatte Foulds auch nach drei Spielzeiten keinen eigenen Weltranglistenplatz. Nachdem er in der folgenden Saison immerhin einige Male eine finale Qualifikationsrunde (sowie die Hauptrunde des Einladungsturnieres English Professional Championship) erreicht hatte, wurde er auf Platz 78 der Weltrangliste platziert. Trotz zweier Hauptrundenteilnahmen bei Ranglistenturnieren in der anschließenden Saison verschlechterte sich Foulds um einen Platz.
In der Saison 1986/87 glückte Foulds schließlich der Einzug in zwei Hauptrunde, bei den International Open sogar in die Runde der letzten 32. Dort verlor er gegen seinen Sohn, der damit das zweite und letzte Vater-Sohn-Duell gewann (das erste hatte sich wenige Monate zuvor bei der English Professional Championship ereignet). Infolgedessen verbesserte sich Vater Foulds auf der Weltrangliste auf Platz 62, der besten Platzierung seiner Karriere. Dann brach jedoch Foulds’ Form ein und der Engländer gewann in en nächsten drei Saisons kaum ein Spiel mehr, sodass keine Hauptrunde mehr erreichte. Mit dem Saisonende 1989/90 zog er sich aus dem aktiven Sport de facto zurück und bestritt keine weiteren Profispiele mehr. Zunächst bis auf Rang 137 der Weltrangliste abgestürzt und dann die Platzierung vollends verloren, beendete Foulds 1993 seine Profikarriere.
Mitte der 1980er-Jahre hatte Foulds eine Serien- und eine Filmproduktion in Snooker-Themen beraten. Im Dezember 1989 wurde er in den Vorstand der World Professional Billiards & Snooker Association gewählt. In dieser Funktion führte er zusammen mit Bill Oliver und Mark Wildman Untersuchungen über einen eventuellen Wettskandal, die in eine fünfjährige Sperre des südafrikanischen Profispielers Peter Francisco mündeten. Später stieg er zum stellvertretenden Vorsitzenden auf. Nachdem er ab März 1995 zusätzlich für gut anderthalb Jahre einen Posten im Vorstand der English Association of Snooker and Billiards innehatte, wurde er im Dezember 1996 als Nachfolger von John Spencer zum Vorsitzenden der WPBSA gewählt. Nur wenige Monate später, am 1. April 1997 trat Foulds mit sofortiger Wirkung vom Posten des Vorsitzenden zurück, behielt aber seinen Platz im Vorstand. Dieser Schritt, den Foulds selbst mit der vollzogenen Wahl eines neuen Vorstandes begründete, wurde auf interne Streitigkeiten zurückgeführt. Infolge seines Rücktritts wurde für den 11. April eine außerordentliche Vollversammlung einberufen, aus der Foulds auch aus dem Vorstand abgewählt wurde. Ein Jahr später wurde bekannt, dass die WPBSA eine interne Untersuchung über Foulds’ Amtszeit angestrengt hatte. Kritisiert wurden insbesondere horrende Abrechnungen von Foulds gegenüber der WPBSA sowie Foulds’ Führungsstil, der an einen Diktator erinnert habe. Foulds zog gegen einen entsprechenden Enthüllungsartikel im Mirror vor Gericht, verlor den Prozess aber.

## Erfolge
| Ausgang         | Jahr | Turnier                   | Finalgegner   | Ergebnis |
| --------------- | ---- | ------------------------- | ------------- | -------- |
| Amateurturniere |      |                           |               |          |
| Zweiter         | 1980 | Pontins Camber Sands Open | Dennis Taylor | 5:7      |